# Dajnko-alfabet

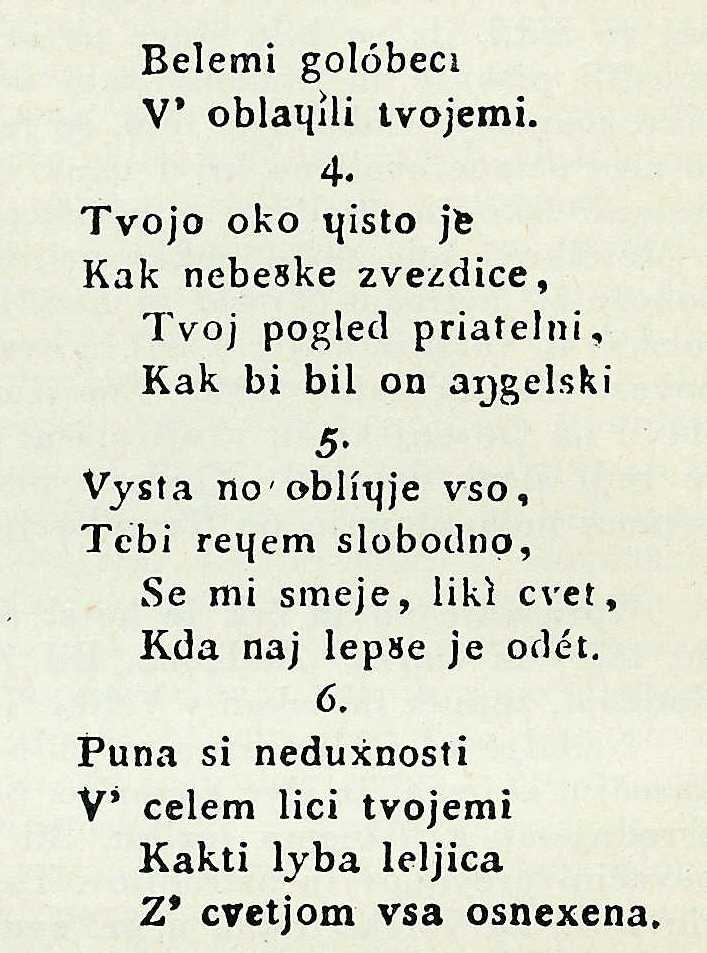
Een gedicht van Peter Dajnko in het Dajnko-schrift

Het Dajnko-alfabet of dajnčica was een Sloveens schrift uitgevonden door Peter Dajnko. Het schrift was in gebruik van 1824 tot 1839. Dajnko kwam voornamelijk voor in het Sloveense deel van Stiermarken (tegenwoordig het oosten van Slovenië).
| Kapitaal | Onderkast | IPA  | Modern Sloveens                       |
| -------- | --------- | ---- | ------------------------------------- |
| C        | c         | /ts/ | c                                     |
| Ч        | ч         | /ts/ | č                                     |
| S        | s         | /s/  | s                                     |
| Ȣ        | ȣ of      | /ts/ | š                                     |
| Z        | z         | /z/  | z                                     |
| X        | x         | /ʒ/  | ž                                     |
| Ŋ        | ŋ         | /ts/ | nj                                    |
| Y        | y         | /y/  | ü (uitsluitend in oosterse dialecten) |

Alfabetische volgorde: 

A B C D E F G H I J K L M N Ŋ O P R S Ȣ Z X T U Y V Ч

Het werd na 1839 buiten gebruikt gesteld. Kort hierna nam Slovenië  het Gaj's alfabet aan (zoals het Kroatisch).